# Universidad Colgate

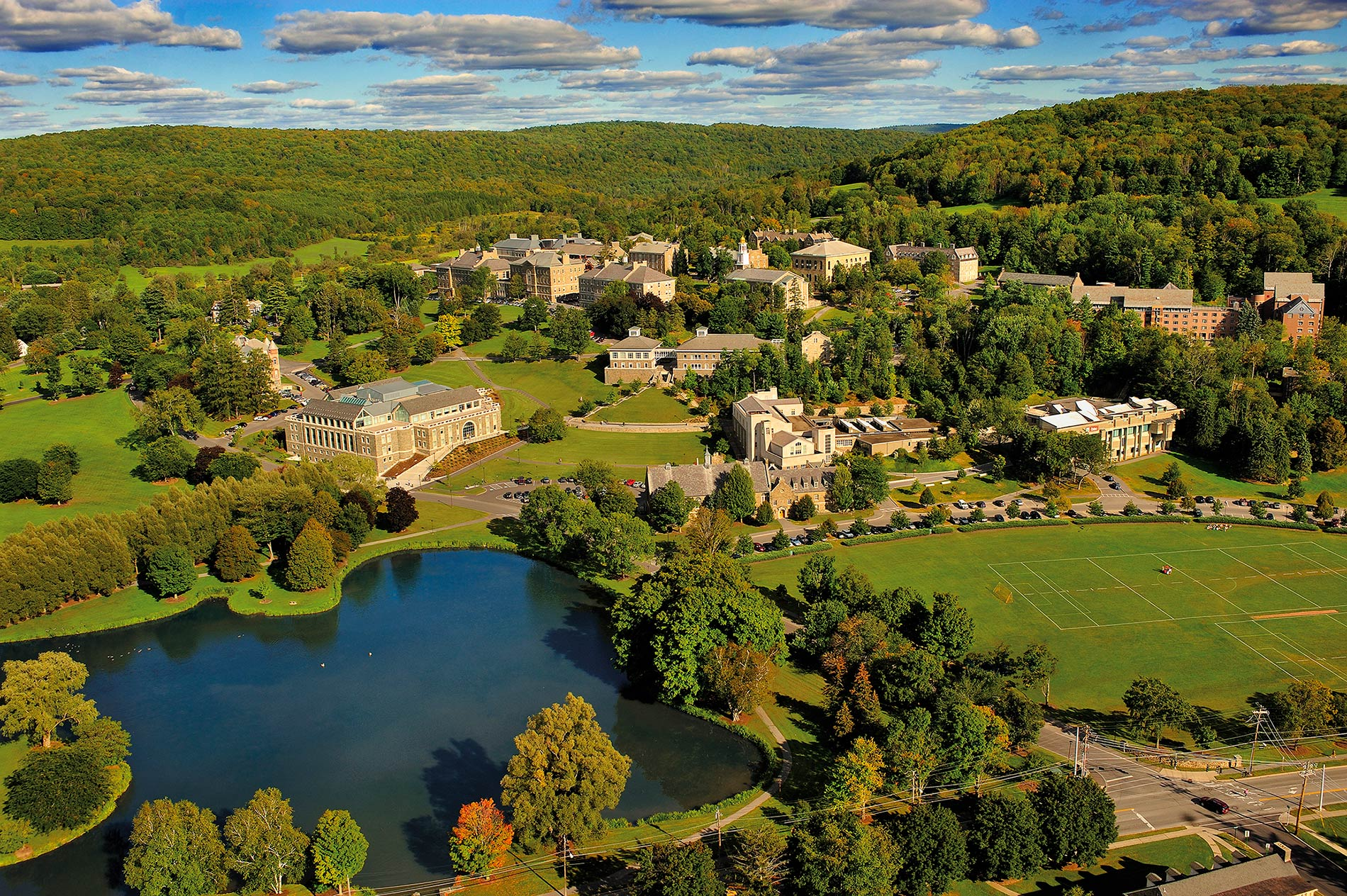
Vista aérea del campus.

La Universidad Colgate (Colgate University en idioma inglés y oficialmente) es una universidad privada que se ubica en Hamilton, en el estado de Nueva York (Estados Unidos). Fue fundada en 1819 como seminario bautista, pero desde 1928 no tiene ninguna afiliación religiosa. Su nombre recuerda a William Colgate, benefactor de la universidad.
En 2017, se clasificó a Colgate con el número 12 del ranking de universidades americanas de letras publicado por U.S. News & World Report. También aparece en la lista de treinta “Hidden Ivies.”  Los estudiantes de Colgate compiten en 25 deportes de la primera división de la NCAA.
Colgate tiene un estilo arquitectónico muy distintivo. Su primer edificio se llama West Hall (Salón del Oeste), el cual fue construido por los estudiantes y la facultad con piedras recogidas de una cantera que se ubica justo arriba del campus. La mayoría de los edificios nuevos también tienen el mismo estilo. Quizás el edificio más distintivo del campus es la capilla (Colgate Memorial Chapel), en la que tienen lugar varios eventos durante el año. Al ser uno de los edificios más grandes de Colgate, se utiliza la capilla para conferencias, representaciones de teatro y conciertos además de oficios religiosos.

## Historia
En 1817, trece hombres (seis clérigos y siete legos) fundaron la Sociedad de Educación Bautista del Estado de Nueva York, y dos años después, en 1819, el estado aprobó sus estatutos, inaugurando los cursos en el año académico de 1820. En 1823, algunos bautistas de la Ciudad de Nueva York (incluido William Colgate, fundador de Colgate-Palmolive) cambiaron la ubicación de su seminario a Hamilton para crear la Institución Teológica y Literaria de Hamilton, iniciando así la relación de la familia Colgate con la institución.
La universidad cambió el nombre a Universidad de Madison en 1846. En 1850, la Sociedad de Educación Bautista decidió trasladar la sede de la universidad a Rochester, pero no tuvo éxito a causa de diversas acciones legales en contra. Los disidentes fundaron entonces la Universidad de Rochester.
Debido a que la familia Colgate había participado en la universidad durante setenta años, la Universidad de Madison cambió el nombre al actual de Universidad Colgate, en honor a William Colgate y sus dos hijos, Samuel Colgate y James Boorman Colgate .
El seminario se fusionó con el Seminario Teológico de Rochester en 1928, formando la Escuela de Teología Colgate Rochester; a consecuencia de este cambio Colgate abandonó su afiliación religiosa. En 1970, Colgate admitió las primeras mujeres en la universidad. Curiosamente, hoy en día hay más mujeres que hombres matriculadas en las aulas.

## Titulaciones
Colgate ofrece 55 programas con titulación de Grado.  Los más comunes son las ciencias políticas, económicas, literatura inglesa, e historia.  Además, Colgate tiene programas fuertes de lenguas extranjeras, física, biología, psicología, neurociencia, y geología. A pesar de ser pequeña, la universidad continúa ofreciendo programas que atraen a muchos estudiantes que buscan un campo de estudio más específico.  Por eso hay concentraciones en ruso, estudios de guerra y paz, estudios afroamericanos, y ciencias medioambientales, las cuales no son típicas de una universidad así.
Sin embargo, Colgate no ofrece concentraciones que directamente se aplican al trabajo real de modo que los alumnos estudien según el espíritu de la educación más que según el fin de procurar un buen trabajo.  En vez de estudiar tales concentraciones como relaciones públicas, comunicaciones, o negocios, se puede tomar cursos en las asignaturas de sociología y antropología, inglés, o económicas para cumplir un fin parecido.
En cuanto a cursos de postgrado, existe solamente uno, de Educación. Entre 8 y 10 estudiantes terminan este curso cada año. 
Además de las clases regulares en Hamilton, Colgate ofrece más de 23 grupos de estudio fuera de los Estados Unidos que duran un semestre.  Entre estos programas están incluidos Australia, China, Japón, varios países del Caribe, y ocho países de Europa. También ofrece programas fuera de Hamilton pero dentro de los EE. UU, incluidos Washington D. C. (Ciencias Políticas), San Francisco, CA (Sociología y Antropología), Nuevo México (Estudios de Americanos Nativos), y Bethesda, MD (al Institutos Nacionales de la Salud – Ciencias naturales).  Aproximadamente dos de cada tres estudiantes estudian por lo menos tres semanas en otro sitio durante sus cuatro años en Colgate. Más o menos el 95% de los estudiantes del último curso terminan los estudios, y aproximadamente la mitad de los exalumnos continúan en las escuelas de postgrado de derecho, administración, ingeniería, y medicina, entre otros.

## Iniciativas
Colgate fundó el Upstate Institute en 2003. Se creó el instituto para ser un centro de información sobre el estado de Nueva York. Actualmente, se hace investigación sobre los condados en el área de Hamilton además de organizar unos proyectos de servicio y alcance. Durante el verano, el Upstate Institute ofrece varios aprendizajes a los estudiantes de Colgate en sitios tales como Utica, Earlville, y Hamilton mismo para ayudar a organizaciones sin ánimo de lucro.
También la universidad ha proveído el pueblo de Hamilton y sus afueras con asistencia (se llama la Iniciativa de Hamilton) para revitalizar y renovar los edificios y las empresas. Puesto que el área alrededor de Hamilton es muy rural, no se encuentran los empleos con frecuencia – Colgate provee muchos de los empleos que no se encuentran por otro sitio.

## La vida en el campus

### Alojamiento
Todos los estudiantes del primer año tienen que vivir “subiendo la colina” (inglés “up the hill”) en las residencias universitarias que están cerca de los edificios en que todos los estudiantes asisten a clase. El Salón del Oeste (West Hall), el primer edificio construido en 1827, todavía aloja a los estudiantes del primer año.
Los estudiantes del segundo año también viven “subiendo la colina”, pero un poco más lejos del centro del campus.  Los del tercer y cuarto año pueden escoger vivir en apartamentos, en casas de 12-16 personas que pertenecen a la universidad, o en casas y apartamentos del pueblo.  También hay casas por la calle principal, Broad Street, en que todas los habitantes tienen un interés en común. Por ejemplo, los habitantes de Creative Arts House (La casa de las artes creativas) en general tocan un instrumento, han participado en una obra de teatro, o estudian humanidades: literatura inglesa, escritura creativa, música, o teatro. Otro ejemplo serían los habitantes de La Casa Pan-Latina Americana que forman parte de la comunidad latina en el campus y se enfocan en la toma de conciencia de Latinx.  

### Publicaciones
El periódico estudiantil, The Colgate Maroon-News, es el periódico semanal más antiguo de EE. UU. The Colgate Maroon fue fundado en 1868 bajo del nombre "Madisonesis", y se fusionó con The Colgate News en 1991 para crear el periódico que existe hoy en día. The Maroon-News contiene artículos sobre las noticias, los eventos del campus y del pueblo, y deportes.
WRCU es la emisora oficial de Colgate, que transmite sobre 90,1 FM. Mientras que están los estudiantes (desde septiembre hasta la primera semana de diciembre, y desde la tercera semana de enero hasta la primera semana de mayo), la estación transmite los programas estudiantiles.  Mientras que no están los estudiantes, 90,1 FM transmite WRVO (la emisora de SUNY Oswego).
CUTV es el canal (número 13) que transmite varios programas estudiantiles y películas. Dado que el canal no está abierto al público, la censura está limitada, la cual ofrece mucha libertad creativa a los estudiantes.
Recientemente han aparecido varias revistas políticas. Entre ellas son The VOICE (La Voz), una revista liberal y The Colgate Review, una revista conservadora.

### Música
Colgate tiene cuatro grupos de a cappella:
- The Colgate Thirteen, formado solo por chicos, fue fundado en 1942 al separarse del University Glee Club, y es el tercer grupo más antiguo del país.  Ellos interpretaron el himno nacional en el Super Bowl XIII (fútbol americano).
- The Swinging Gates es un grupo formado solo por chicas, fundado en 1974.  Han interpretado con The Colgate Thirteen varias veces y el escritor Peter King, de Sports Illustrated, les ha felicitado por su talento.
- The Colgate Resolutions y The Colgate Dischords son dos grupos de chicos y chicas; el primero fue fundado en 1992, y el segundo apareció en 2001.

Además de los grupos de a cappella, hay una orquesta, el coro de la universidad, y varias bandas estudiantiles.  Actualmente existe un grupo de profesores – el batería de la facultad de psicología, el guitarrista de matemáticas, y el bajista de biología – que se llama Dangerboy, muy popular entre los estudiantes.

### La Vida Griega
Si un estudiante es miembro de una fraternidad o hermandad universitaria femenina, puede escoger vivir en la casa del grupo.  Desde el otoño de 2013, la universidad reconoce 5 fraternidades y 3 hermandades femeninas:
| Nombre            | Hombres/Mujeres | Apodo                    |
| ----------------- | --------------- | ------------------------ |
| Beta Theta Pi     | H               | Beta                     |
| Delta Delta Delta | M               | Tri Delt                 |
| Delta Upsilon     | H               | DU (pronunciado "Di Yu") |
| Gamma Phi Beta    | M               | Gamma Phi                |
| Kappa Kappa Gamma | M               | Kappa                    |
| Phi Kappa Tau     | H               | Phi Tau                  |
| Phi Delta Theta   | H               | Phi Delt                 |
| Theta Chi         | H               | (none)                   |

Los estudiantes en el primer semestre del segundo año pueden entrar en uno de los grupos mediante un proceso que se llama “rushing” (precipitarse).  Algunos grupos permiten rushing después del segundo año y otros lo permiten en el segundo semestre; sin embargo, el tiempo más común es el otoño.
A partir del año 2008, debido a unas alegaciones de abuso alcohólico, Kappa Alpha Theta ya no está reconocida por la universidad.  

#### Controversia sobre la reorganización griega
En 2005, la administración requirió que todas las organizaciones Griegas vendieran o donaran sus residencias a la universidad, bajo la amenaza de no ser reconocidas por la universidad, y así, no tener el derecho de existir en Colgate.  Los defensores de este plan lo consideran una respuesta apta al abuso de alcohol, la agresión sexual, y el enfrentamiento que a menudo acompañan las fraternidades. Este plan es también una reacción a un accidente de coche de 2001 en que cuatro personas murieron después de tomar alcohol en una fraternidad (Delta Kappa Epsilon) y un pub local.  Los adversarios del plan lo consideran una acción para eliminar la vida Griega completamente.  Los fraternidades y exalumnos han presentado cuatro juicios contra Colgate sin éxito.  Ellos también han acusado a la universidad de coacción criminal por convencer a los grupos a vender sus residencias, pero esta acusación fue desestimada.  Entre los que no vendieron sus casas a Colgate son Delta Kappa Epsilon y Kappa Delta Rho – se quedan abandonadas, salvo cuando vuelven los exalumnos, durante el año.

## Tradiciones y Legados
El número 13 es de mucha importancia y suerte porque se dice que Colgate fue fundado por trece hombres con trece dólares y trece rezos. Se manifiesta de varias maneras.  Cada vez que el trece del mes caiga en el viernes, se llama el día de Colgate, en que los empleados, los estudiantes, y los profesores se visten de granate y gris (los colores de la universidad).
La dirección de la universidad es 13 Oak Dr., y se ubica en el código postal 13346, cuyos primeros dígitos son 13, y los tres demás suman a 13.
Konosioni, una sociedad de honor, honra a los estudiantes que participan en muchos clubes y que demuestran el sentimiento de Colgate.  Cada año Konosioni deja entrar a 26 estudiantes – 13 hombres y 13 mujeres.
El equipo de fútbol americano de 1932 es el único equipo en la historia que nunca perdió, ni empató, ni dejó un touchdown por toda la temporada.  Se acabó con un récord de 9 victorias y 0 pérdidas.
En 1936, el equipo de natación viajó a Fort Lauderdale, Florida para entrenar durante las vacaciones de primavera.  Este viaje es ahora normal, y la tradición se extendió a otras universidades por todo el país; así nació el viaje famoso de las vacaciones de primavera.
George Cutten, el octavo presidente de Colgate, había dicho una declaración anti-inmigracionista que se exhibe en el monumento nacional de Ellis Island: "The danger the 'melting pot' brings to the nation is the breeding out of the higher divisions of the white race…." ("El peligro del ‘melting pot’ lleva a esta nación resulta en la eliminación de los castas superiores de la raza blanca….").  Han surgido varias reacciones a la residencia estudiantil "Cutten Hall", cuyo nombre se deriva de ese presidente. Por mucho tiempo habían estudiantes y miembros de la facultad en Colgate que querían que la administración cambiara el nombre a otro presidente, diciendo que no se debería honrar así un racista como Cutten. En el semestre de la primavera del 2017, con mucha consideración, la administración de Colgate decidió avanzar con los planes de cambiar el nombre de la residencia estudiantil. 

## Estadísticas (Promoción del 2016)
- Índice de aceptación: 28,7% (2,410 admitidos de 8,394 aplicaciones)[4]
- SAT middle 50%: 660-750 critical reading; 670-770 math
- ACT middle 50%: 31-34[4]
- Estudiantes que asistían a institutos públicos/privados: 56% / 44%
- Precio de asistencia (instrucción/instrucción con tarifas adicionales, comida y habitación): $53.650 / $67.500[5]
- Estudiantes:profesorados: 9:1
- El tamaño medio de las clases: 18

## Deportes
El 80% de los estudiantes participan en deportes por tres niveles distintos: el equipo universitario (los mejores jugadores de la universidad tienen que probar en el equipo), "club" (un equipo informal que juega con otras universidades sin récord), y "intramural" (varios equipos formados entre amigos, clubes, o residencias que compiten entre sí dentro de la universidad). Hay 25 deportes reconocidos oficialmente por la universidad, más de 40 equipos de "club," y 18 deportes que se juegan dentro de la universidad.
Colgate participa en la División I de la NCAA en cuanto a todos los deportes salvo fútbol americano, que participa en la división I-AA. Los equipos se llaman los “Raiders,” y se visten de granate, blanco, y gris. Colgate juega en la conferencia de la Patriot League.
En gran parte de su historia, los equipos se llamaban los “Red Raiders” (Los Raiders Rojos). Se cuestiona el origen del nombre: por un lado, se dice que el adjetivo viene de los colores de la universidad (granate); por otro lado, se cree que se refiere a la capacidad del equipo de derrotar su rival más grande, el “Gran Rojo” de Cornell. Sin embargo, la mascota de un americano nativo refleja una tercera posibilidad. En los años 1970, la administración había discutido un cambio de mascota y del nombre debido al hecho que fueron ofensivos a los nativos americanos. Se quedó el nombre, pero se acabó la mascota de un indio llevando una antorcha. En 2001, un grupo de estudiantes presentó el asunto de que el nombre “Red Raiders” todavía implicaba una ofensa a los nativos americanos. La universidad consintió eliminar del título “Red” empezando en el otoño de 2001. Se presentó una mascota nuevo en 2006.
En 1989-90, Colgate fue la universidad más pequeña en la historia de la NCAA división I alcanzar el juego final de hockey sobre hielo, en que perdió a la Universidad de Wisconsin.
Parke-Davis dio al equipo de fútbol americano primera clasificación en división I en 1875 y 1932. Colgate empezó a jugar en división I-AA en 1982, y alcanzó los play-offs en 1982, 1983, 1997, 1998, 1999, 2003, y 2005.
En la temporada de 2003, por primera vez, Colgate alcanzó el partido final de la división I-AA, en que perdió a la Universidad de Delaware. Su récord fue 15-1. En aquel tiempo, ganó más partidos consecutivamente de toda la historia de la división.
Las Universidades de Syracuse y Cornell son rivales comunes en todos los deportes, aunque Colgate no compite contra Syracuse en fútbol americano, en golf, ni en hockey. El partido de hockey contra Cornell es uno de los eventos más grandes del año; los estudiantes forman una fila para conseguir billetes muchas horas antes de que empiece el partido. Después del partido, los estudiantes que vienen de Cornell (ya que está a dos horas en coche) echan tubos de crema dental de Colgate – en burlarse del nombre compartido con Colgate-Palmolive – sobre el hielo mientras que los estudiantes de Colgate echan paquetes del chicle “Big Red,” para burlarse de la mascota de Cornell.

## La educación al aire libre (Outdoor Education)
Colgate tiene uno de los programas los más fuertes de educación al aire libre. Algunos estudiantes que participan en un programa riguroso de entrenamiento durante nueve meses enseñan los cursos. Se escogen los aprendices al principio del otoño, antes de que empiecen las clases normales. Hay programas de senderismo, piragüismo, alpinismo de rocas y de hielo, espeleología, “geo-caching,” “backpacking,” esquí alpino y de fondo, y campamento de invierno. Además, se enseña a hacer kayak del mar y de los rápidos y a cocinar al aire libre. Cada agosto, OE lleva entre 20 y 40 grupos de ocho personas cada grupo a las montañas Adirondack por una semana para hacer piragüismo, backpacking, y kayak (se llama “Wilderness Adventure”).

## Reconocimientos
- Uno de los 25 “new Ivies” según la revista Newsweek
- En la lista de las 100 mejores universidades para los estudiantes LGBT (Lesbianas, Gays, Bisexuales, y Transexuales)
- En octubre de 2006, Men's Fitness reconoció a Colgate como la segunda universidad más “en forma.”
- El campus se reconoce como uno de los más bonitos del país y ganó el quinto premio en un sondeo de opinión de los estudiantes (StudentsReview) en 2005.
- The Journal of Blacks in Higher Education clasificó a Colgate tercera por su éxito en la integración de los estudiantes negros.